# 秦宗堯
秦宗堯（？—？），字明宇，義州衛人，清朝政治人物。

## 生平
任華州知州，順治九年（1652年）升寧國府知府，任內政績卓著，遷山西按察司副使、分巡薊州。嘉慶《寧國府志·名宦》有傳。